# O (тип підводних човнів США)
| ПЧ типу «O»                                        | ПЧ типу «O»                                                   | ПЧ типу «O»                                                   |
| -------------------------------------------------- | ------------------------------------------------------------- | ------------------------------------------------------------- |
| United States O-class submarine                    |                                                               |                                                               |
|                                                    |                                                               |                                                               |
| USS O-1 (SS-62) на верфі в Потсмуті, вересень 1918 |                                                               |                                                               |
| Під прапором                                       | США                                                           | США                                                           |
| Спуск на воду                                      | 1916—1918 рр (16 човнів)                                      | 1916—1918 рр (16 човнів)                                      |
| Виведений зі складу флоту                          | 1918—1931, 1941—1946 р                                        | 1918—1931, 1941—1946 р                                        |
| Сучасний статус                                    | утилізовані                                                   | утилізовані                                                   |
| Проєкт                                             |                                                               |                                                               |
| Розробник проєкту                                  | Electric Boat, Lake Torpedo Boat                              | Electric Boat, Lake Torpedo Boat                              |
| Основні характеристики                             |                                                               |                                                               |
| Швидкість (надводна)                               | Серія 1: 14 вузлів (26 км/год) Серія 2: 14 вузлів (26 км/год) | Серія 1: 14 вузлів (26 км/год) Серія 2: 14 вузлів (26 км/год) |
| Швидкість (підводна)                               | Серія 1: 10 вузлів (19 км/год) Серія 1: 11 вузлів (20 км/год) | Серія 1: 10 вузлів (19 км/год) Серія 1: 11 вузлів (20 км/год) |
| Гранична глибина занурення                         | 61 м                                                          | 61 м                                                          |
| Екіпаж                                             | 29 осіб                                                       | 29 осіб                                                       |
| Розміри                                            |                                                               |                                                               |
| Довжина найбільша (по КВЛ)                         | Серія 1: 52,83 м Серія 2: 53 м                                | Серія 1: 52,83 м Серія 2: 53 м                                |
| Ширина корпусу найб.                               | Серія 1: 5,5 м Серія 2: 5,05 м                                | Серія 1: 5,5 м Серія 2: 5,05 м                                |
| Озброєння                                          |                                                               |                                                               |
| Артилерія                                          | 1х(3") 76-мм / 23 калібри                                     | 1х(3") 76-мм / 23 калібри                                     |
| Торпедно- мінне озброєння                          | 4 носових ТА калібру 18 дюймів — 467 мм, 8 торпед             | 4 носових ТА калібру 18 дюймів — 467 мм, 8 торпед             |
| Зображення на Вікісховищі                          |                                                               |                                                               |

 O (тип підводних човнів США) — 16 однотипних підводних човнів ВМС США. Ці човни були продовженням вдосконалення човнів типу «L». Вони були на близько 80 тонн більші від своїх попередників, мали більшу потужність і витривалість при несені служби в океані. У зв'язку з вступом США в Першу світову війну човни типу «O» були побудовані набагато швидше, ніж попередні класи, і всі були передані флоту вже у 1918 році. Човни проєктувалися двома серіями; від «O-1» до «О-10» належали до першої серій і були, спроєктовані на Electric Boat, а човни від «O-11» до «O-16» належали до другої серії і були спроєктовані на Lake Torpedo Boat.
Друга серія надійшла на озброєння лише наприкінці Першої світової війни. Вісім човнів першої серії служили ще і в часи Другої світової війни, як навчальні, коли їх було знято з консервації і відновлено в 1941 році.

## Історія
Човни були побудовані на п'яти заводах: «O-1» на Portsmouth Navy Yard в Нью-Гемпшірі;
«O-2» на Puget Sound Navy Yard в Бремертоні, штат Вашингтон;
«O-3» і до «O-10» на Fore River Shipyard у Квінсі, штат Массачусетс;
«O-11» і до «O -13» на Lake Torpedo Boat в Бриджпорті штат Коннектикут;
«O-14» і до «O-16» на California Shipbuilding в Лонг-Біч, штат Каліфорнія.
Човни спочатку несуть службу як протичовнові на Східному узбережжі. Два човни, USS O-4 (SS-65) і USS O-6 (SS-67), були обстріляні з британського торгового судна в Атлантиці 24 липня 1918 По «O-4» було здійснено шість пострілів, внаслідок чого появилася тріщина в рубці, а «O-6» отримав незначні пошкодження від осколкових влучень.
USS O-3 (SS-64) до USS O-10 (SS-71) човни входили до складу двадцяти підводних човнів, котрі залишили Ньюпорт, Род-Айленд 2 листопада 1918 відправившись на Азорські острови, але були відкликаний після укладеного перемир'я з Німеччиною, укладене через дев'ять днів.
Човни другої серії потерпали від різних проблем. Човен USS O-11 (SS-72) був негайно відправлений до Філадельфії для п'ятимісячного ремонту, через несправність електросистеми. Човен USS O-13 (SS-74) був потоплений внаслідок зіткнення з патрульним катером «Мері Еліс», тоді коки «O-13» був занурений
Човен USS O-15 (SS-76) також проходив капітальний ремонті, але був відправлений і переданий у резерв. Це також бере участь ще один капітальний ремонт.
USS O-16 (SS-77) також був в ремонті незабаром після введення його в експлуатацію, а потім на цьому човні відбулася пожежа, в бойовій рубці.
В грудні 1919 року всі човни другої серії були виведені з експлуатації, у 1924 році були списані, а в липні 1930 року, відповідно до умов в Військово-морського Договору в Лондон, були утилізовані. Човен USS O-12 (SS-73) був ще використаний в арктичній експедиції Хьюберта Уїлкинса і був перейменований в «Nautilus». Після повернення в ВМС США, він був затотоплений в листопаді 1931 року.

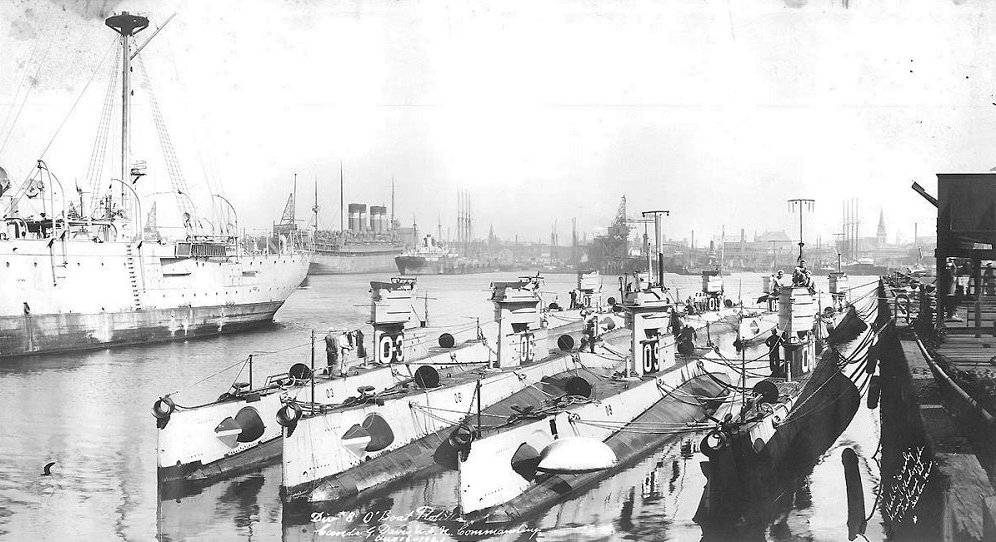
Дев'ять човнів типу «O» в Бостоні, 1921

Човни першої серії група служили добре, хоча човен USS O-5 (SS-66) протаранив вантажний корабель і затонув недалеко Панамського каналу 28 жовтня 1923 року, втративши трьох членів екіпажу. Всі зі збережених човнів серії були виведені з експлуатації в 1931 році, але були відновлені в 1941 році як навчальні судна на базі підводних човнів у Нью-Лондоні, штат Коннектикут. Ці човни були знову виведені з експлуатації після Другої світової війни, за винятком човна USS O-9 (SS-70), котрий затонув при дослідженнях на занурення на граничні глибини, в червні 1941 року, екіпаж, у кількості тридцять трьох осіб, загинув.
Принаймні один з підводний човнів цього типу можна коротко бачили в фільмі Crash Dive 1943 року, знятий на базі підводних човнів в Нью-Лондоні.

## Конструкція
На човнах типу був вперше конічні обводи корпусу.
Між війнами човни були модернізовані для підвищення безпеки у разі затоплення. Два маркерні буї були встановлені в носі і на кормі, аби, коли підводний човен сяде внаслідок аварії на дно, випущені буї могли показати місце знаходження підводного човна.
Був доданий люк в кормовому відсіку для можливості заміни двигуна.

## Представники
Серія 1 (Electric Boat)
- USS O-1 (SS-62)
- USS O-2 (SS-63)
- USS O-3 (SS-64)
- USS O-4 (SS-65)
- USS O-5 (SS-66)
- USS O-6 (SS-67)
- USS O-7 (SS-68)
- USS O-8 (SS-69)
- USS O-9 (SS-70)
- USS O-10 (SS-71)

Серія 2 (Lake Torpedo Boat)
- USS O-11 (SS-72)
- USS O-12 (SS-73)
- USS O-13 (SS-74)
- USS O-14 (SS-75)
- USS O-15 (SS-76)
- USS O-16 (SS-77)